# J. Miles Dale
J. Miles Dale (1961) is een Canadese filmproducent en televisieregisseur.

## Biografie
J. Miles Dale werd begin jaren 1960 geboren in Toronto. Zijn vader was de Brits-Canadese jazzmuzikant Jimmy Dale. Vanwege het werk van zijn vader, die als muziekregisseur aan verschillende tv-shows meewerkte, verhuisde hij in 1968 met zijn familie naar Hollywood. Midden jaren 1970 keerde hij terug naar Toronto, waar hij afstudeerde aan Jarvis Collegiate Institute. Nadien sloot hij zich achtereenvolgens aan bij de Universiteit van Toronto en de Universiteit van Brits-Columbia, maar hij maakte zijn studies niet af en besloot in de tv-industrie aan de slag te gaan.
Dale werkte zich in de jaren 1980 op tot producent en werkte mee aan tv-programma's en series als Comedy Factory (1985), True Confessions (1986) en Friday the 13th: The Series (1987–1990). In 1990 maakte hij zijn regiedebuut met een aflevering van de politiereeks Top Cops.
Aan het begin van de 21e eeuw maakte Dale de overstap naar de filmindustrie en begon hij als producent mee te werken aan B-films. In 2004 scoorde hij als co-producent een bescheiden hit met de stonerkomedie Harold & Kumar Go to White Castle (2004). In de daaropvolgende jaren produceerde hij ook films als Hollywoodland (2006), Scott Pilgrim vs. the World en de horrorremakes The Thing (2011) en Carrie (2013). De romantische film The Vow (2012) groeide uit tot een kaskraker en bracht wereldwijd 196 miljoen dollar op.
Dale is als ook als uitvoerend producent en regisseur betrokken bij de horrorserie The Strain van bedenker Guillermo del Toro. In 2017 werkten Del Toro en Dale ook samen aan de fantasyfilm The Shape of Water. Die film werd op het filmfestival van Venetië bekroond met de Gouden Leeuw en won later ook de Oscar voor beste film.

## Filmografie
Film
| Jaar | Titel                             | Rol                    |
| ---- | --------------------------------- | ---------------------- |
| 2001 | Harvard Man                       | co-producer            |
| 2002 | The Skulls II                     | co-producer            |
| 2003 | Blizzard                          | producer               |
| 2004 | The Skulls III                    | regisseur, co-producer |
| 2004 | Harold & Kumar Go to White Castle | co-producer            |
| 2006 | Hollywoodland                     | executive producer     |
| 2007 | Talk to Me                        | executive producer     |
| 2008 | Pontypool                         | executive producer     |
| 2008 | Flash of Genius                   | executive producer     |
| 2009 | Love Happens                      | executive producer     |
| 2010 | Scott Pilgrim vs. the World       | executive producer     |
| 2011 | The Thing                         | executive producer     |
| 2012 | The Vow                           | executive producer     |
| 2013 | Mama                              | producer               |
| 2013 | Carrie                            | executive producer     |
| 2014 | Endless Love                      | executive producer     |
| 2017 | The Shape of Water                | producer               |

Televisie (selectie)
| Jaar      | Titel                                 | Rol                              |
| --------- | ------------------------------------- | -------------------------------- |
| 1986      | True Confessions                      | producer                         |
| 1987–1990 | Friday the 13th: The Series           | line producer                    |
| 1990      | Top Cops                              | producer, regisseur              |
| 1994      | RoboCop: The Series                   | producer, regisseur              |
| 1996–1998 | F/X: The Series                       | co-executive producer, regisseur |
| 2016      | Shadowhunters: The Mortal Instruments | executive producer, regisseur    |
| 2014–     | The Strain                            | (executive) producer, regisseur  |